# 張鱗
张鳞（？—1835年），字小轩，浙江長興縣人。清朝政治人物。

## 生平
张鳞於嘉慶四年（1799年）中式己未科三甲進士。選庶吉士，散館授翰林院檢討。嘉慶十七年（1812年），大考二等，迁赞善。历官侍讲、庶子。嘉慶二十年（1815年），獲選入直懋勤殿，纂辑《秘殿珠林》、《石渠宝笈》。历升侍讲学士、国子监祭酒。嘉庆二十四年（1819年），出典江西乡试。不久，因斋戒时未到斋所，降授太常寺少卿。迁通政使司副使、太仆寺卿。
道光三年（1823年），转太常寺卿，出督安徽学政，擢内阁学士。道光七年（1827年），因继母去世，丁忧归里。守丧结束，补原官。擢兵部侍郎，出督福建学政。道光十三年（1833年），补户部侍郎，又调吏部侍郎。道光十五年（1835年），主持会试，因阅卷劳累致病，出闱即卒。
张鳞为官清廉俭素，谢绝拜谒。两任学政，皆能革除陋规，提拔寒畯，在福建尤其为人称颂。身后，福建士民请祀名宦祠。《清史稿》有传。

## 延伸阅读
[在维基数据编辑]
 《清史稿·卷376》，出自趙爾巽《清史稿》